# Paul-Jacques-Aimé Baudry

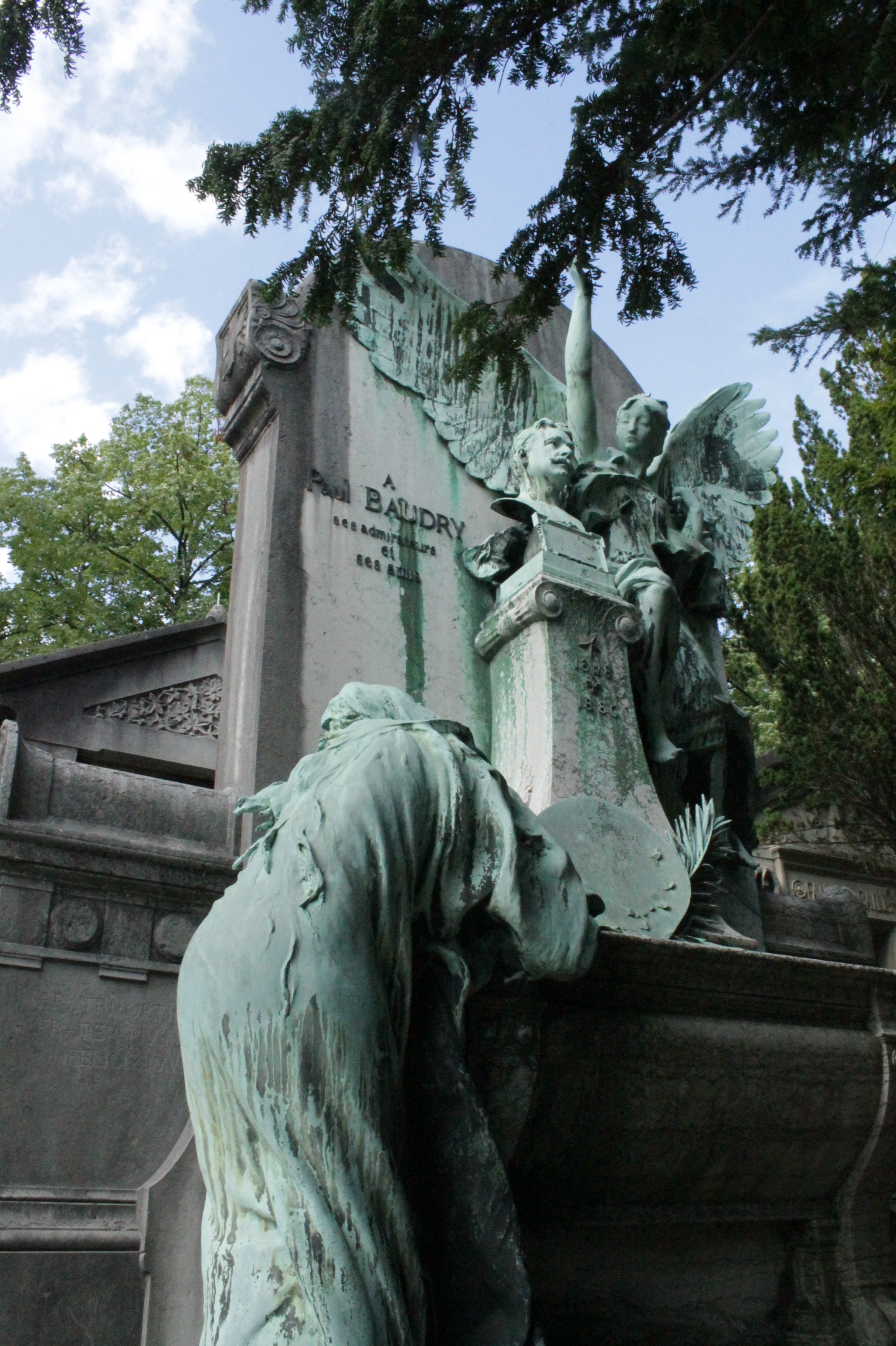
Mormântul lui Paul Baudry, Cimitirul Pere Lachaise, Paris

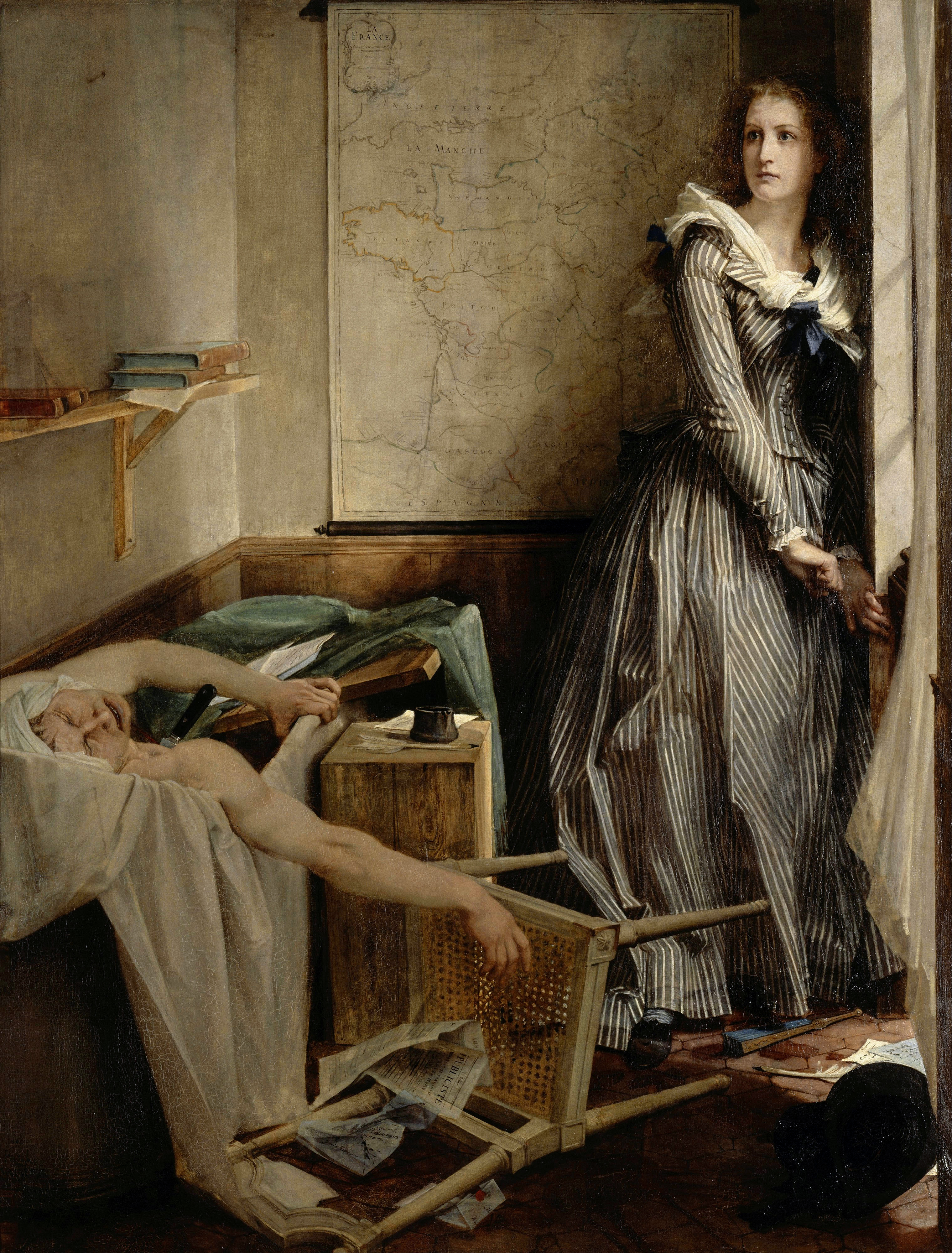
Charlotte Corday după asasinarea lui Marat, 1861, Musée des Beaux-Arts din Nantes

Paul-Jacques-Aimé Baudry (n. 7 noiembrie 1828, Bourbon-Vendée, Pays de la Loire, Franța – d. 17 ianuarie 1886, Paris, Franța) a fost un pictor francez.

## Viața
Baudry s-a născut în 1828 în La Roche-sur-Yon, în Vendée. A studiat arta cu Michel Martin Drolling și s-a înscris la École des Beaux-Arts în 1845. A câștigat Prix de Rome în 1850 pentru tabloul său cu Zenobia găsită pe malul râului Araxes.
Talentul său s-a dovedit de la început a fi strict academic, plin de eleganță și grație, dar oarecum lipsit de originalitate.În timpul șederii sale în Italia, Baudry s-a inspirat puternic din arta italiană cu manierismul lui Correggio, așa cum reiese foarte clar din cele două lucrări pe care le-a expus la Salonul din 1857 și care au fost achiziționate pentru Luxemburg: Martirul unei Fecioare Vestale și Pruncul.
Leda, Sfântul Ioan Botezătorul și Portretul lui Beul, expuse în același timp, au luat premiul I în acel an. De-a lungul acestei perioade de început, Baudry a ales în mod obișnuit subiecte mitologice sau fanteziste, unul dintre cele mai demne de remarcat fiind Perla și valul (1862).
O singură dată a încercat să realizeze un tablou istoric, Charlotte Corday după asasinarea lui Marat (1861); și s-a întors de preferință la prima categorie de subiecte sau la pictarea portretelor unor oameni iluștri din vremea sa: Guizot, Charles Garnier, Edmond About.
Lucrările care au încununat reputația lui Baudry au fost decorațiunile sale murale, care arată multă imaginație și un mare talent artistic pentru culoare, așa cum se poate vedea în frescele de la Curtea de Casație din Paris, la castelul de Chantilly și în unele reședințe private, la Hôtel Fould și Hôtel Paiva, dar, mai ales, în decorațiunile din foaierul Operei Garnier.
Acestea, peste treizeci de tablouri în total, printre care și compoziții figurative de dans și muzică, l-au ocupat pe pictor timp de zece ani. Baudry a fost membru al Académie des beaux-arts⁠(d), succedându-i lui Jean-Victor Schnetz⁠(d).
Baudry a murit la Paris în 1886. Este înmormântat în cimitirul Pere Lachaise din Paris, cu un monument uriaș și extrem de sculptural.

## Onoruri
- 1878 : Membru al Academiei Regale de Științe, Litere și Arte Plastice din Belgia[15]

## Moștenire
Doi dintre colegii săi, Paul Dubois⁠(d) și Marius Jean Mercié, cooperând cu fratele său, arhitectul Baudry, i-au ridicat un monument funerar în cimitirul Père Lachaise din Paris (1890). 
Statuia lui Baudry de la La Roche-sur-Yon (1897) este realizat de Jean-Léon Gérôme.

## Galerie

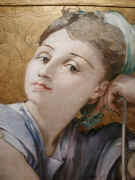
Euterpe (detail) la foaierul mare al Operei Palais.
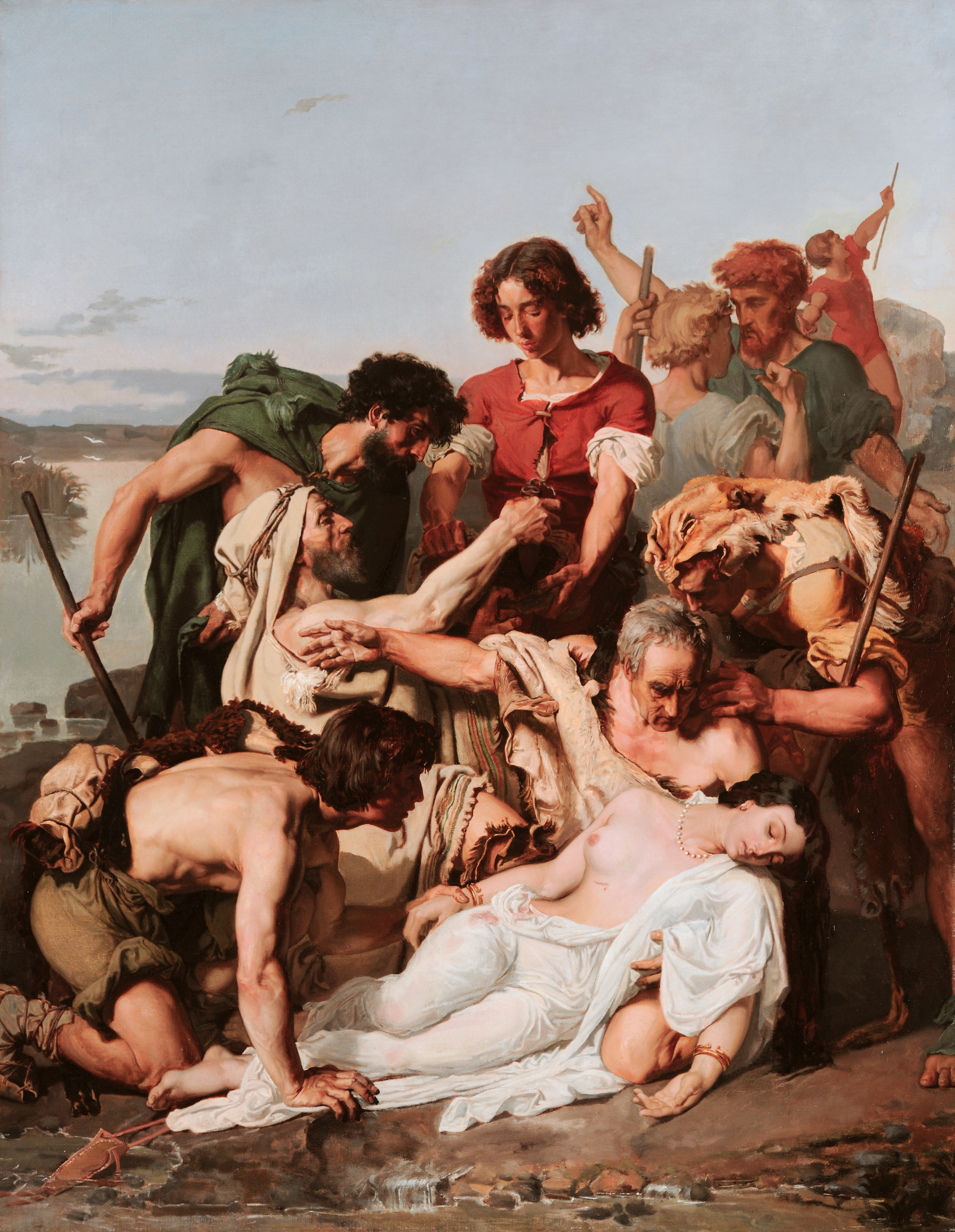
Zenobia⁠(d) găsită de păstori c. 1848
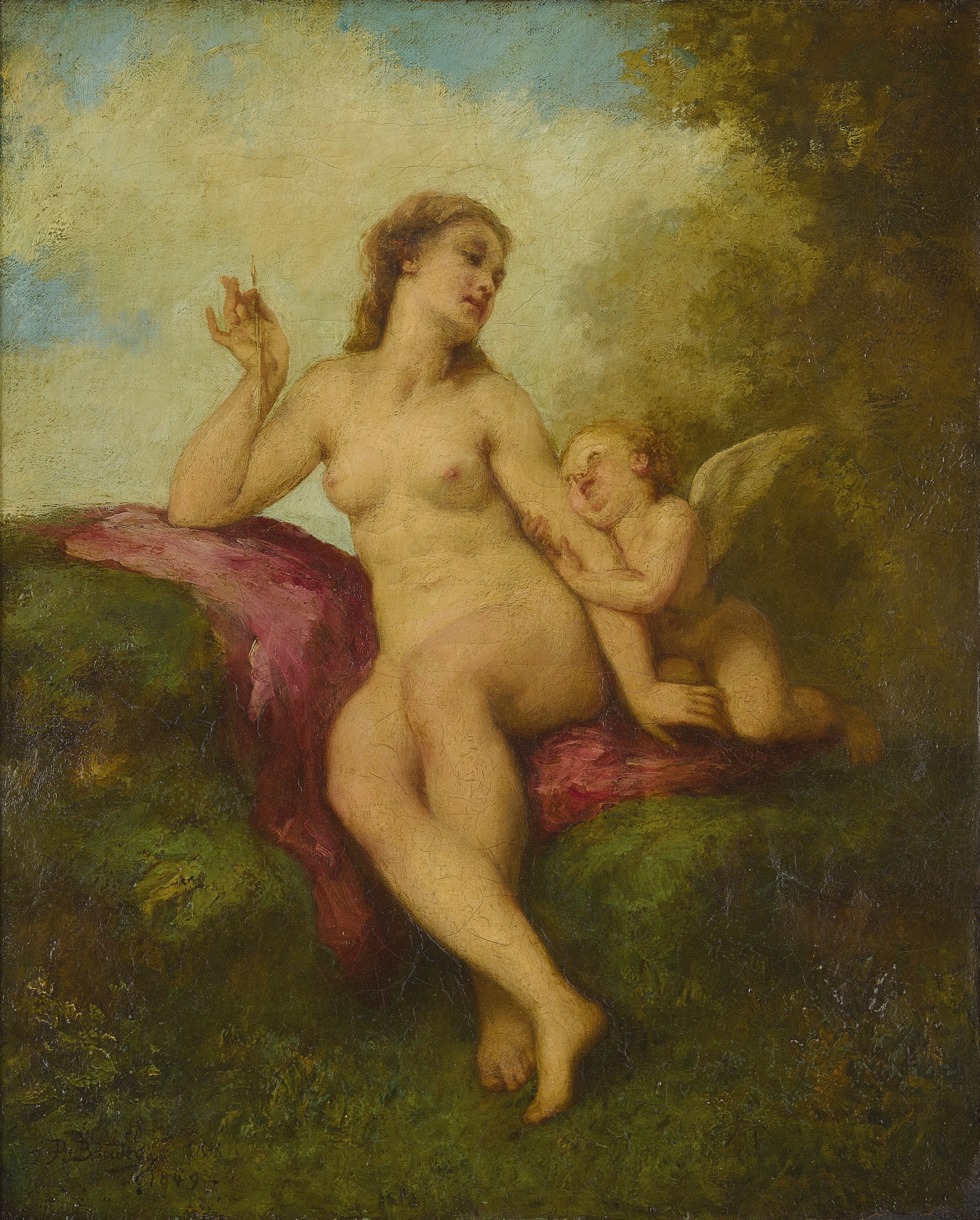
Venus și Cupidon, 1849
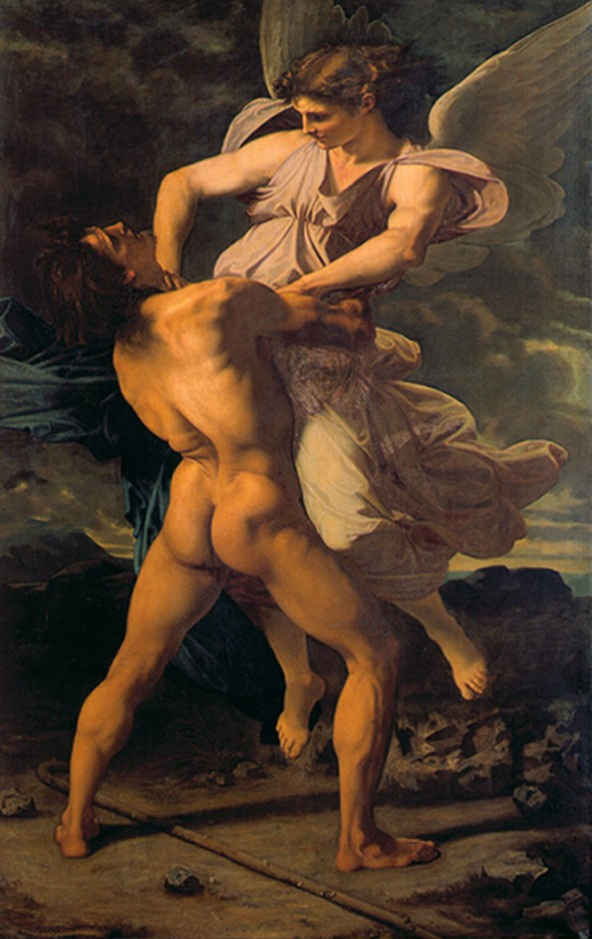
Iacob luptându-se cu îngerul, 1853
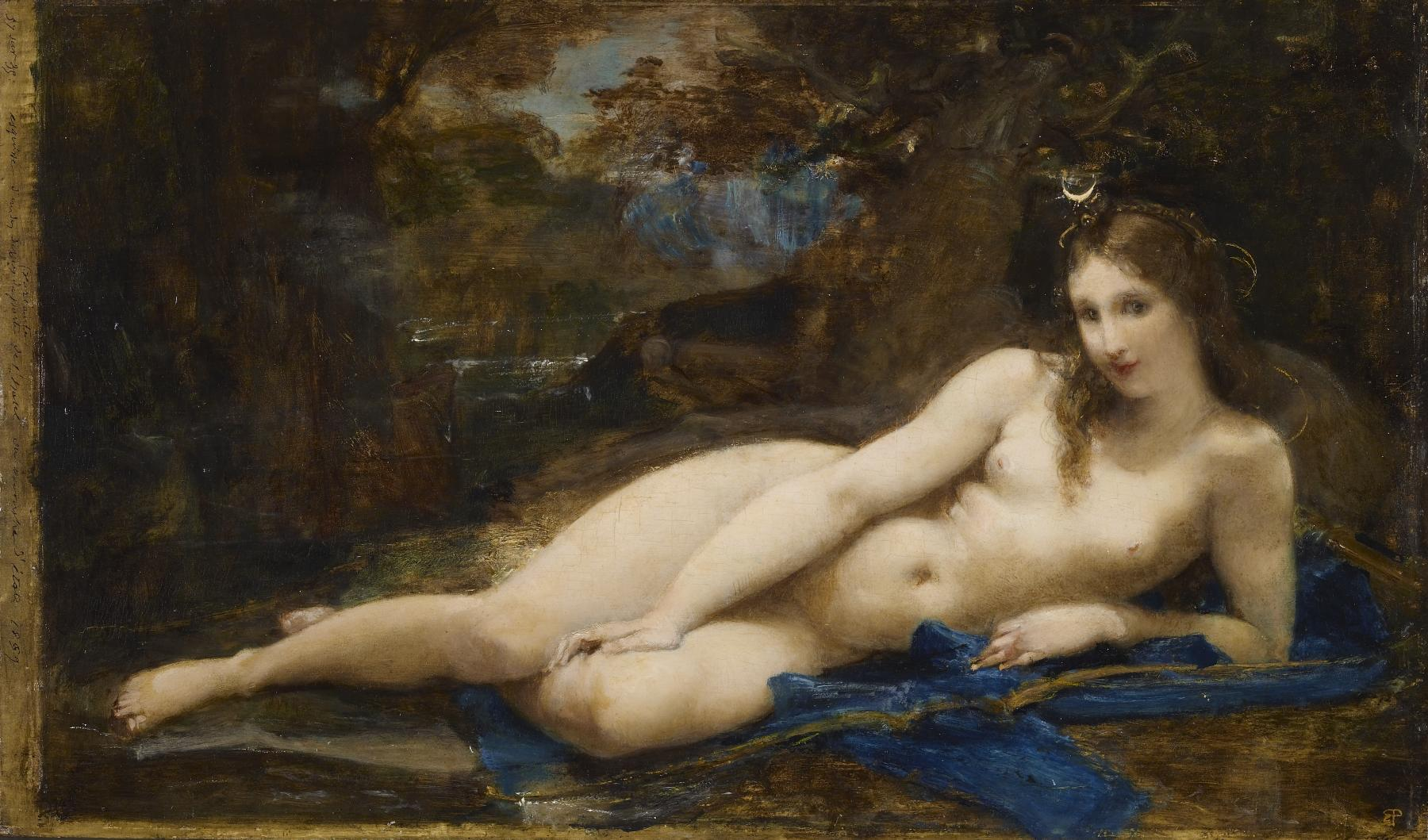
Diana odihnindu-se, c. 1859, Muzeul de Artă Walters⁠(d)
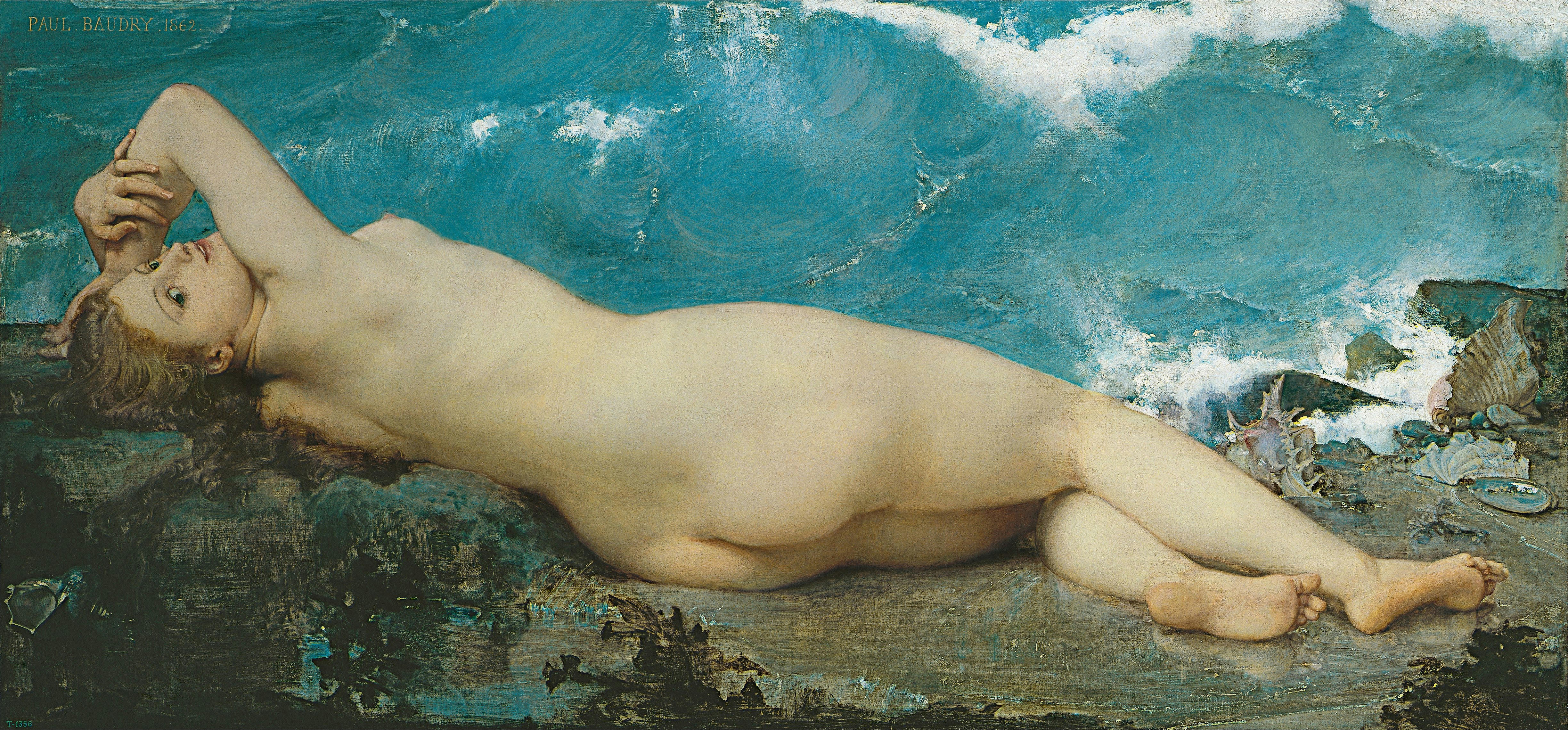
Perla și valul, 1862, Prado
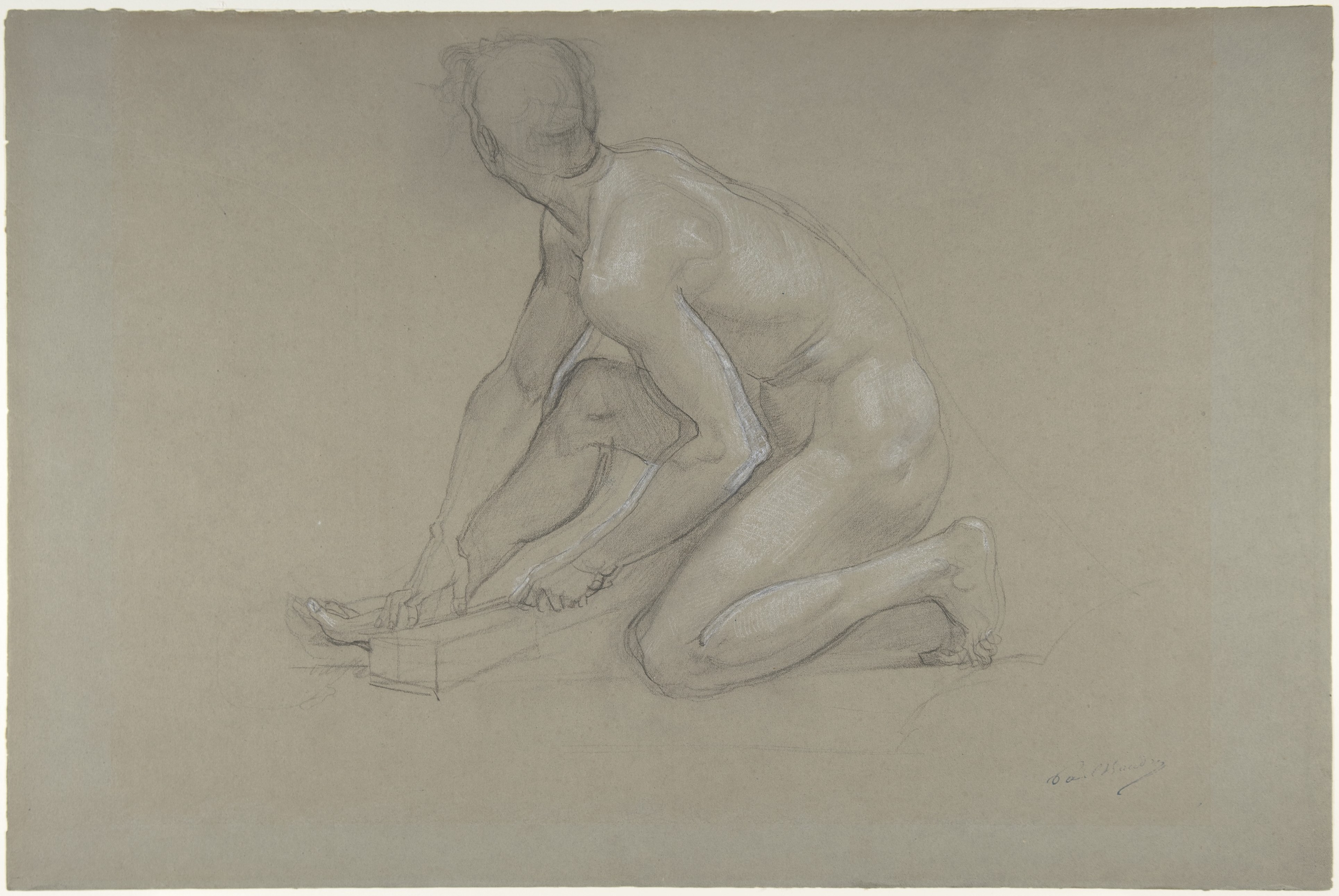
Nud masculin ghemuit la Muzeul Metropolitan de Artă, 1864–74
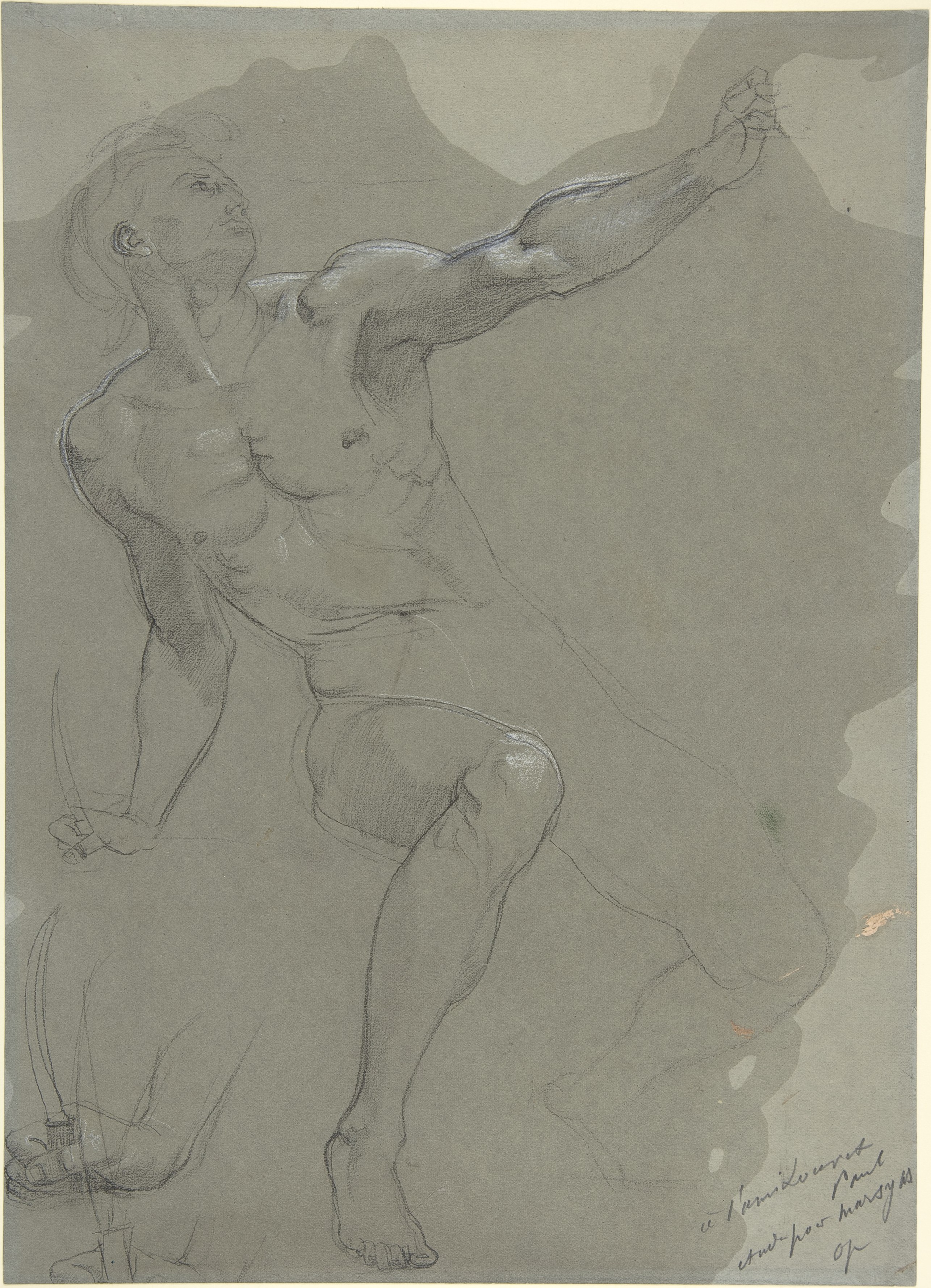
Nud masculin așezat (recto); Nud masculin ghemuit (verso) la Metropolitan Museum of Art, 1864–74
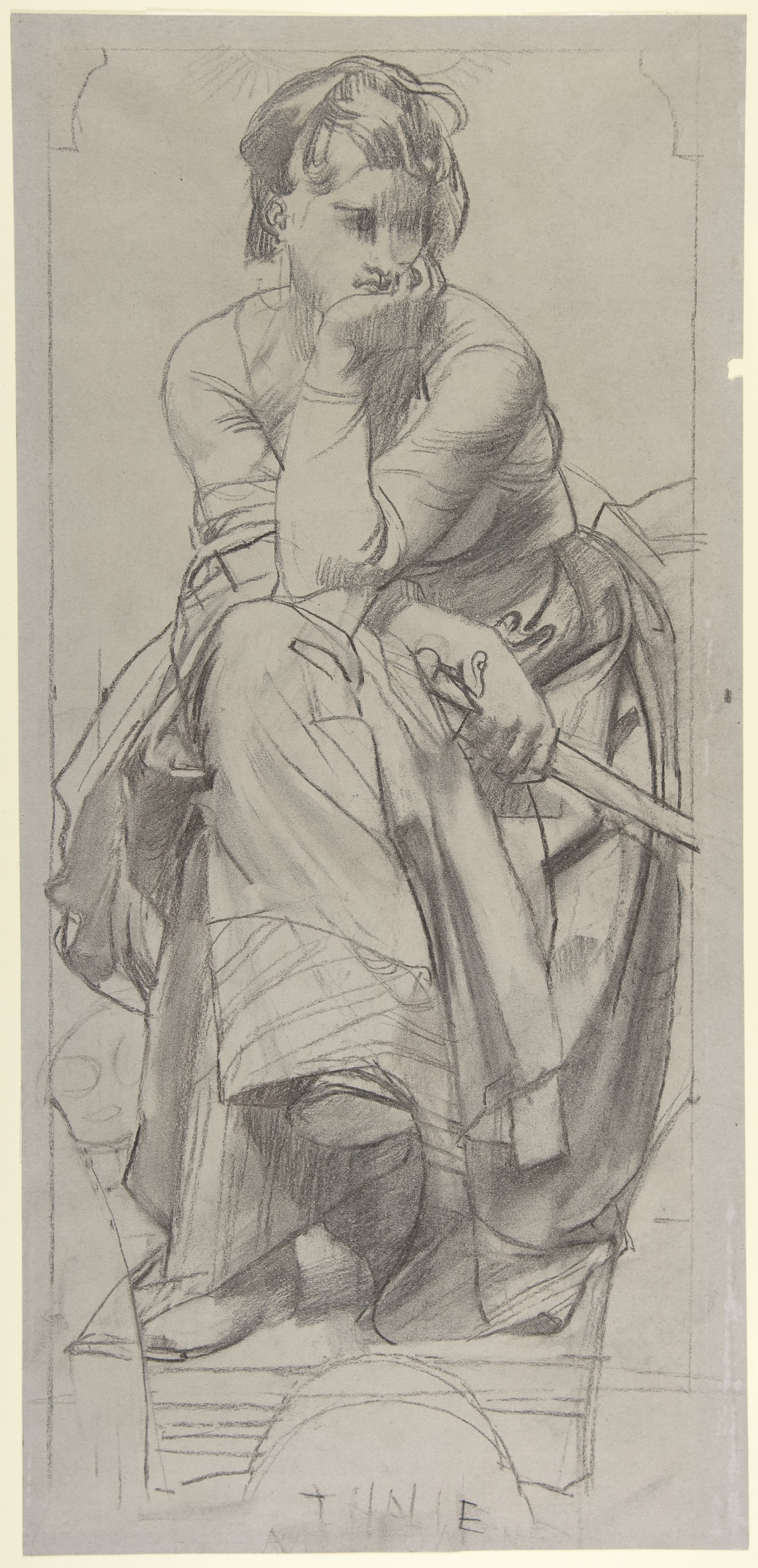
Studiu pentru Muza Thalia la Muzeul Metropolitan de Artă